# Suaqui Grande
Suaqui Grande är en kommun i Mexiko.   Den ligger i delstaten Sonora, i den nordvästra delen av landet, 1 500 km nordväst om huvudstaden Mexico City.